# Carrie Bebris
Carrie Bebris (...) è una scrittrice statunitense.
Originaria del Wisconsin vive con il marito in Ohio; prima di intraprendere la carriera di scrittrice ha lavorato come insegnante di letteratura inglese, giornalista ed editor di libri fantasy.
Appassionata delle opere di Jane Austen, ha intrapreso numerosi viaggi in Inghilterra per approfondire la vita e l'opera dell'autrice di Orgoglio e pregiudizio. Il suo esordio è del 2004 con Orgoglio e preveggenza o: Una verità universalmente riconosciuta, mistery romantico scritto come seguito del celebre romanzo della Austen.
Dopo questo primo libro l'autrice ha dato seguito a quella che può considerarsi una serie che vede protagonisti Elizabeth e Fitzwilliam Darcy, che nel romanzo della Austen erano giunti al matrimonio.

## Opere
- Orgoglio e preveggenza o una verità universalmente riconosciuta, 2004 Pride and Prescience (Or, a Truth Universally Acknowledged)
- Sospetto e sentimento o Lo specchio misterioso, 2005 Suspense and Sensibility (Or, First Impressions Revisited)
- Le ombre di Pemberley o Il mistero dell'abbazia, 2006 North by Northanger (Or, The Shades of Pemberley)
- L'enigma di Mansfield Park o L'affare Crawford, 2008 The Matters at Mansfield (Or, The Crawford Affair)
- Intrigo a Highbury o Gli equivoci amorosi di Emma, 2010 The Intrigue at Highbury (Or, Emma's Match)
- Inganno e persuasione o La sventurata di Lyme, 2011 The Deception at Lyme (Or, The Peril of Persuasion)